# Timothy Daunt
Sir Timothy Lewis Achilles Daunt, KCMG (* 11. Oktober 1935; † 5. August 2023 in London) war ein britischer Diplomat und Vizegouverneur der Isle of Man.

## Leben
Daunt besuchte die Internatsschule Sherborne School in Dorset, England. Später besuchte er das St Catharine’s College in Cambridge.
Er wurde 1955 in das Royal Armoured Corps aufgenommen und später in das Regiment der 8th King’s Royal Irish Hussars entsendet. Daunt trat in den diplomatischen Dienst ein und wurde nach einer Reihe von Einsätzen im Jahr 1982 zum ständigen Vertreter bei der NATO in Brüssel ernannt. Von 1986 bis zu seiner Pensionierung 1992 war er britischer Botschafter in der Türkei.
Im Ruhestand wurde er Vizegouverneur der Isle of Man. 
Er war von 27. Oktober 1995 bis 1. September 2000 im Amt. Sein Vorgänger war Sir Laurence Jones, sein Nachfolger Sir Ian Macfadyen. Später wurde er Vorsitzender des Osmanischen Fonds, einem Unternehmen, das Hypotheken für Immobilien in der Türkei vergibt.
Daunt heiratete Patricia Susan Knight. Sie haben insgesamt drei Kinder. Ihr Sohn James Daunt war Gründer von Daunt Books, einem bereits in den 1980er Jahren bestehenden Londoner Buchladen in der Marylebone High Street, und seit 2011 der Geschäftsführer der Buchhandelskette Waterstones. Er hat zwei jüngere Schwestern.